# Cyperus sanguineoater
Cyperus sanguineoater är en halvgräsart som beskrevs av Johann Otto Boeckeler. Cyperus sanguineoater ingår i släktet papyrusar, och familjen halvgräs. Inga underarter finns listade i Catalogue of Life.